# Gärdslösa, Långlöt och Runstens församling
Gärdslösa, Långlöt och Runstens församling är en församling i Norra Ölands pastorat i Kalmar-Ölands kontrakt av Växjö stift, Borgholms kommun. 

## Administrativ historik
Församlingen bildades 2006 när man slog ihop Gärdslösa församling, Långlöts församling och Runstens församling. Församlingen ingår i Norra Ölands pastorat.

## Kyrkor
- Gärdslösa kyrka
- Långlöts kyrka
- Runstens kyrka